# Holstein (Iowa)
Holstein é uma cidade localizada no estado americano de Iowa, no Condado de Ida.

## Demografia
Segundo o censo americano de 2000, a sua população era de 1470 habitantes.
Em 2006, foi estimada uma população de 1437, um decréscimo de 33 (-2.2%).

## Geografia
De acordo com o United States Census Bureau tem uma área de
3,7 km², dos quais 3,7 km² cobertos por terra e 0,0 km² cobertos por água. Holstein localiza-se a aproximadamente 442 m acima do nível do mar.

## Localidades na vizinhança
O diagrama seguinte representa as localidades num raio de 20 km ao redor de Holstein.